# José María Celleruelo y Poviones
José María Celleruelo y Poviones (La Pola Siero, 1840 - Madrid, 4 de desembre de 1911) fou un advocat, periodista i polític asturià. Va ser ministre de Gracia i Justícia durant el regnat d'Alfons XIII.

## Biografia
Llicenciat en dret per la Universitat d'Oviedo, va exercir com a fiscal de l'Audiència d'Alacant i com a jutge a l'Audiència d'Alcázar de San Juan fins a 1873. La seva carrera política començà durant la I República militant en el Partit Republicà Possibilista de Castelar arribant a ocupar els càrrecs de governador civil de Segòvia, Almeria i Alacant i el de sotssecretari de Governació. Fou diputat possibilista al Congrés dels Diputats per la circumscripció de Lleida a les eleccions generals espanyoles de 1881, a les eleccions de 1884, 1886, 1891, 1893, 1896, 1898, 1899, 1901, 1903, 1905 i 1907 tornarà a obtenir escó per Oviedo en una primera fase representant als possibilistes de Castelar i des de 1896 com a militant del Partit Liberal, com a representant del sector del partit liderat per Buenaventura Abarzuza Ferrer, que el 1894 s'integrà als Liberals. Posteriorment, en 1910, passa al Senat en qualitat de senador vitalici. Va ser ministre de Gràcia i Justícia entre el 10 de juny i el 6 de juliol de 1906 en un gabinet que va presidir Segismundo Moret y Prendergast. Com periodista va ser director d'"El Globo".